# Офіокордіцепсові
Офіокордіцепсові (Ophiocordycipitaceae) — родина паразитичних аскомікотових грибів порядку гіпокреальні (Hypocreales) класу сордаріоміцети (Sordariomycetes). Представники родини є паразитами інших грибів та комах.

## Опис
Плодові тіла (строми) складаються з ніжки і плодючої головки, в якій розташовані перитеції. У асках розташовані вісім довгих ниткоподібних спор з перегородками. Перегородки виникають, коли спори дозрівають.

## Роди
- Elaphocordyceps
- Haptocillium
- Harposporium
- Hirsutella
- Hymenostilbe
- Ophiocordyceps
- Paraisaria
- Purpureocillium
- Syngliocladium
- Tolypocladium
- †Paleoophiocordyceps